# 원주 영전사지 보제존자탑
원주 영전사지 보제존자탑(原州 令傳寺址 普濟尊者塔)은 고려 후기의 승려인 보제존자의 사리를 봉안한 승탑이다. 보통 승려의 사리탑과는 달리 석탑 형식을 취하고 있으며 같은 양식의 탑 2기다. 탑 안에서 사리장엄구가 나왔는데, 거기에 보제존자의 지석(誌石)이 있었다. 그에 따라 이 승탑을 고려 우왕 14년(1388년)에 세운 것이 확인되었다. 1963년 1월 21일 대한민국의 보물 제358호로 지정되었다.

## 사진

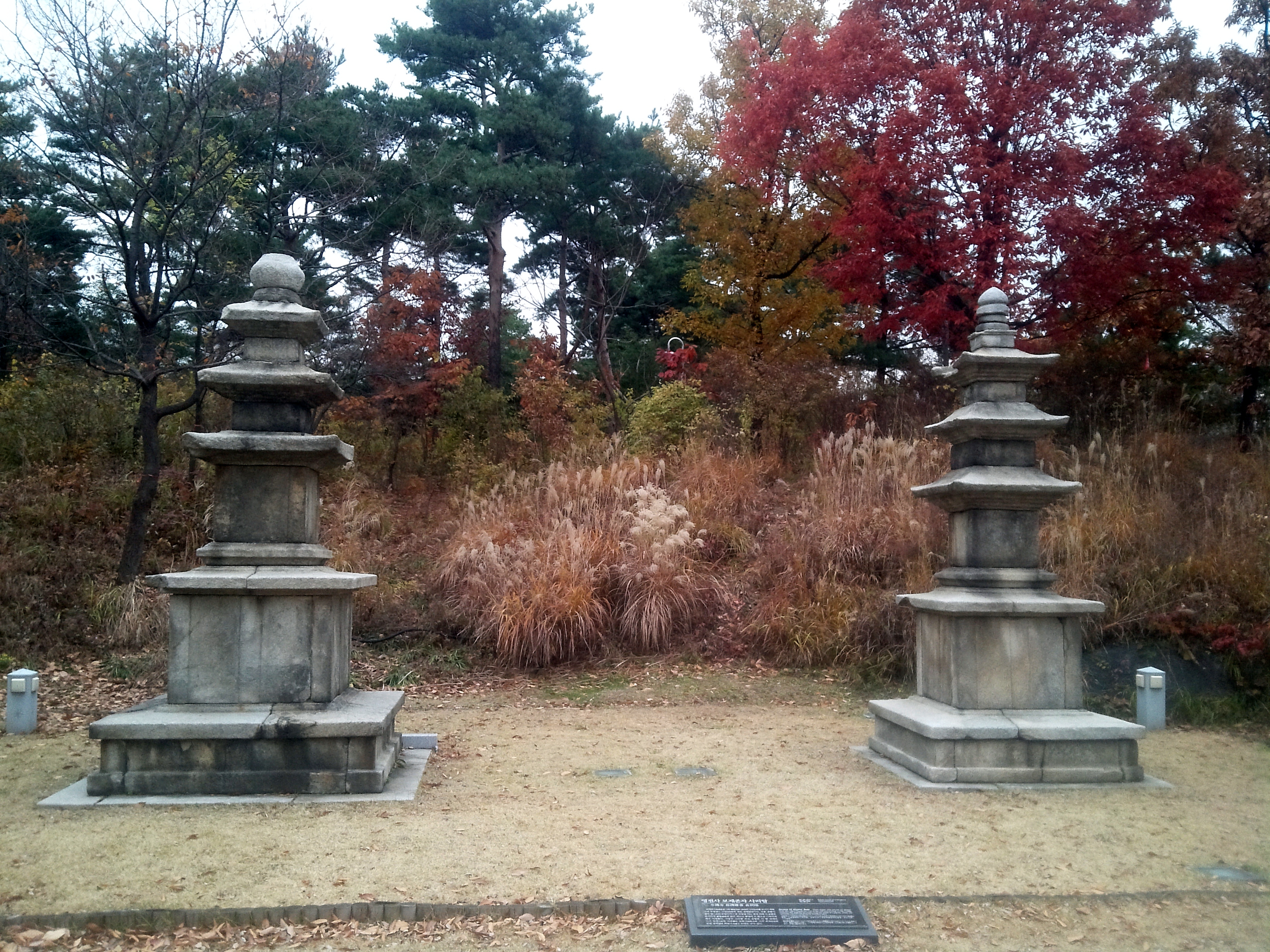
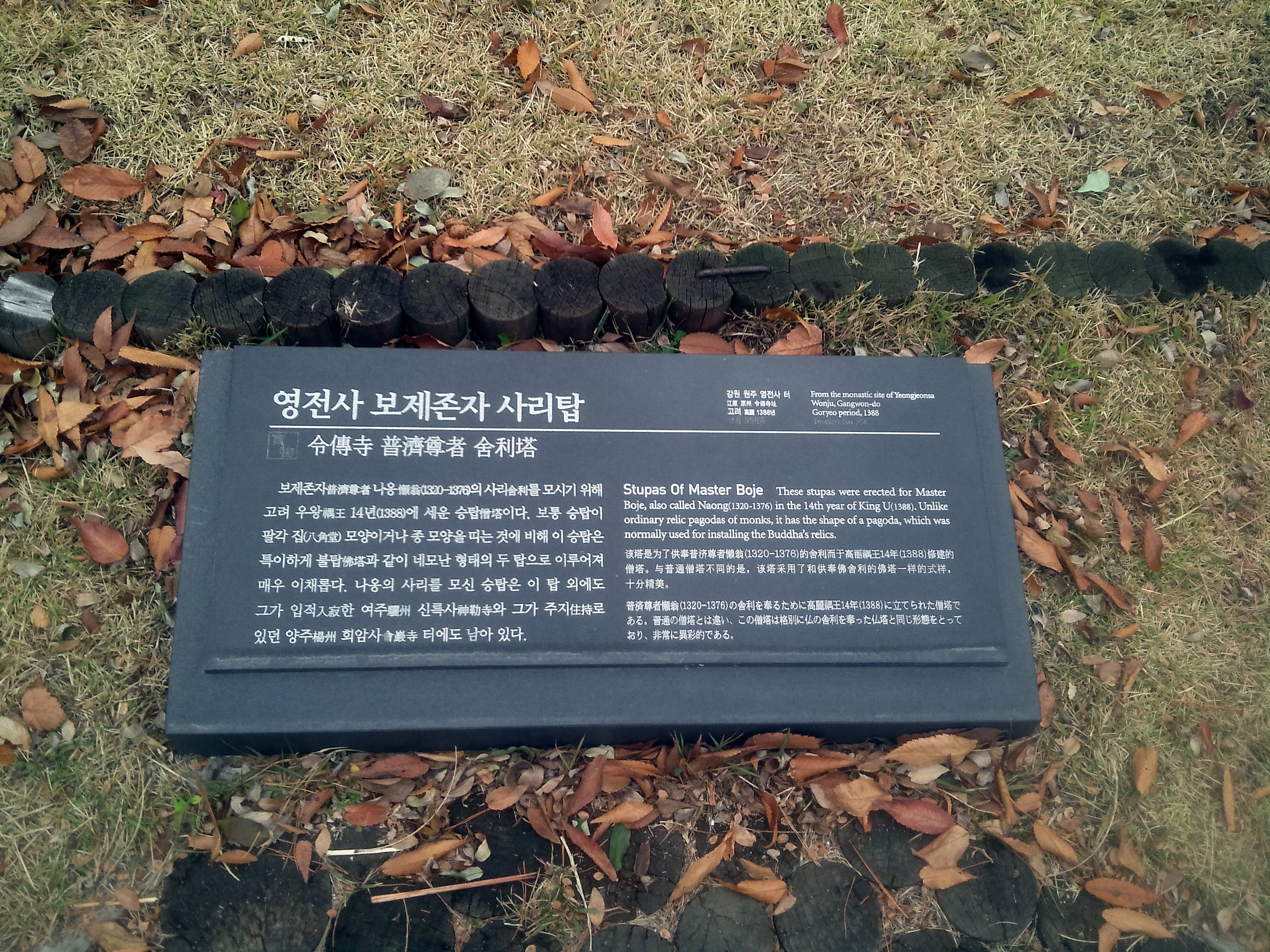
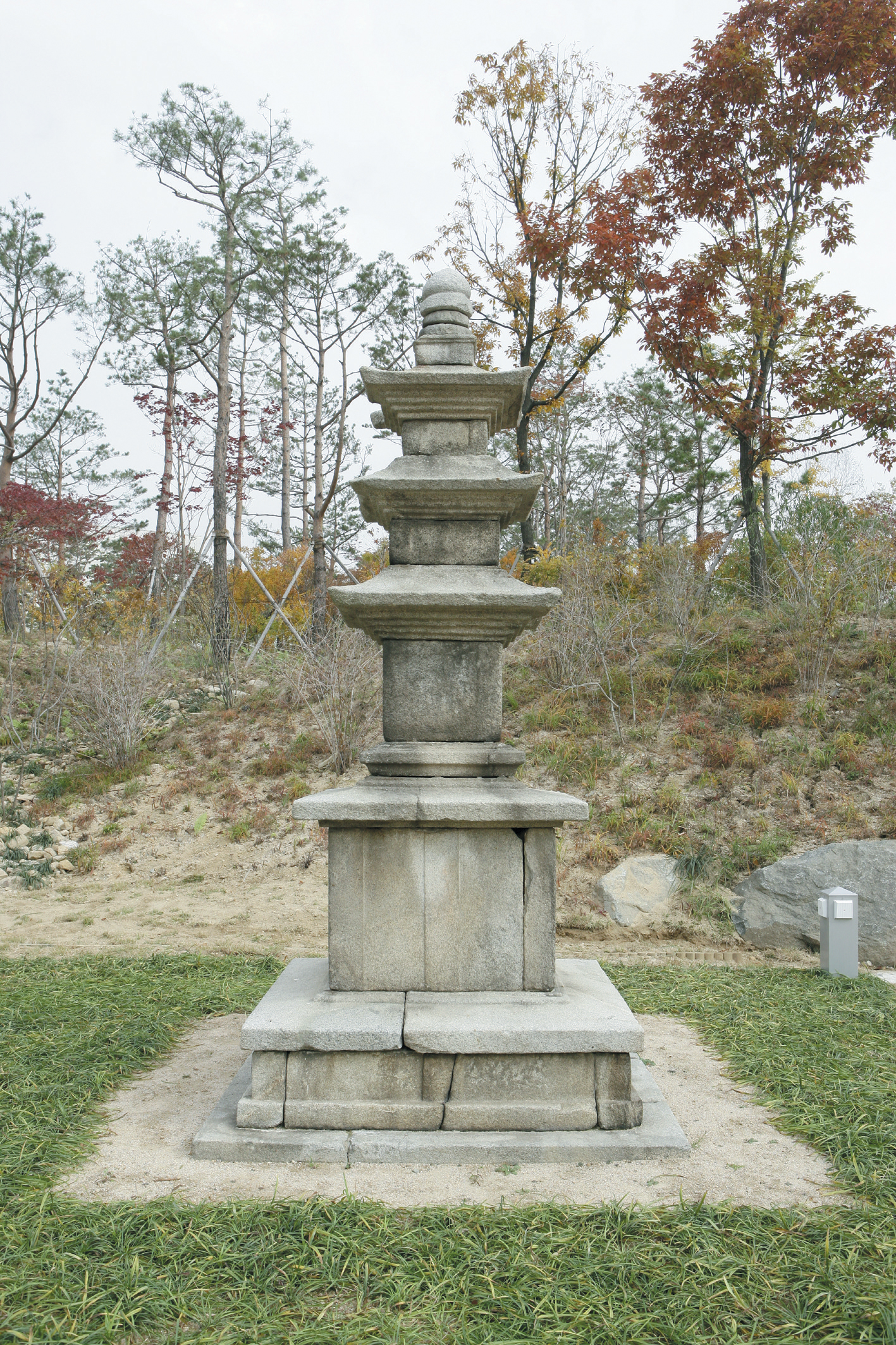
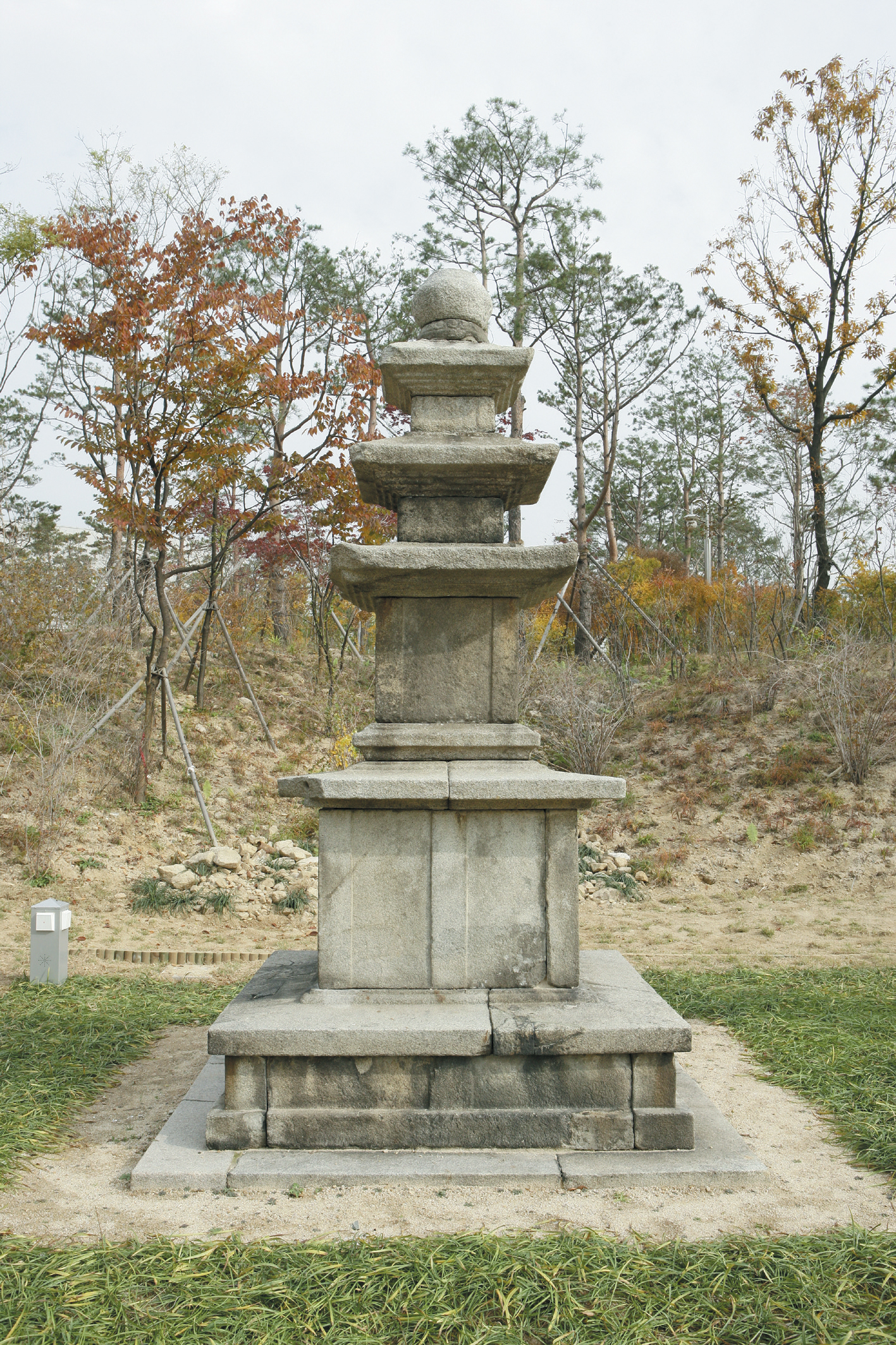

## 개요
고려 후기의 승려인 보제존자의 사리탑으로, 모두 2기이다. 1915년, 일본인에 의해 국립중앙박물관으로 옮겨 세워졌는데, 보통 승려의 사리탑과는 달리 석탑 형식을 취하고 있다.
보제존자(1320∼1376)는 여주 신륵사에서 입적한 나옹화상으로, 신륵사에 그의 사리탑이 남아 있으나 제자들에 의해 영전사에도 따로 사리탑을 세운 것이다.
2단의 기단(基壇) 위에 3층의 탑신(塔身)을 올린 모습이다. 기단은 위·아래층 모두 모서리에 기둥조각을 새겼고, 위층 기단 윗면에는 탑신을 받치기 위한 돌을 따로 끼웠다. 탑신은 몸돌과 지붕돌이 각각 하나의 돌로 이루어져 있으며, 몸돌에는 모서리마다 기둥조각이 있다. 지붕돌은 밑면의 받침이 4단씩이다. 2기 가운데 1기의 1층 지붕돌은 양식상 차이가 있어 원래 이 탑에 속하였던 것인지 의심스럽다. 탑의 꼭대기에 있는 머리장식은 2기 모두 완전하게 남아있지는 않다.
고려 우왕 14년(1388)에 세운 것으로, 승려의 묘탑으로서는 매우 이례적이며, 더욱이 거의 같은 양식으로 2기를 건립하였다는 점도 특이한 예이다. 탑을 지금의 자리로 옮길 당시에 각각의 탑에서 사리를 두는 장치가 발견되었는데, 그 중 한 탑에서는 죽은사람에 관해 새긴 지석(誌石)이 발견되어 이 탑을 세우게 된 과정을 알 수 있게 되었다. 이 탑은 전체적으로 짜임새가 훌륭하고 균형을 이루고 있다.